# Динго (Киплинг)

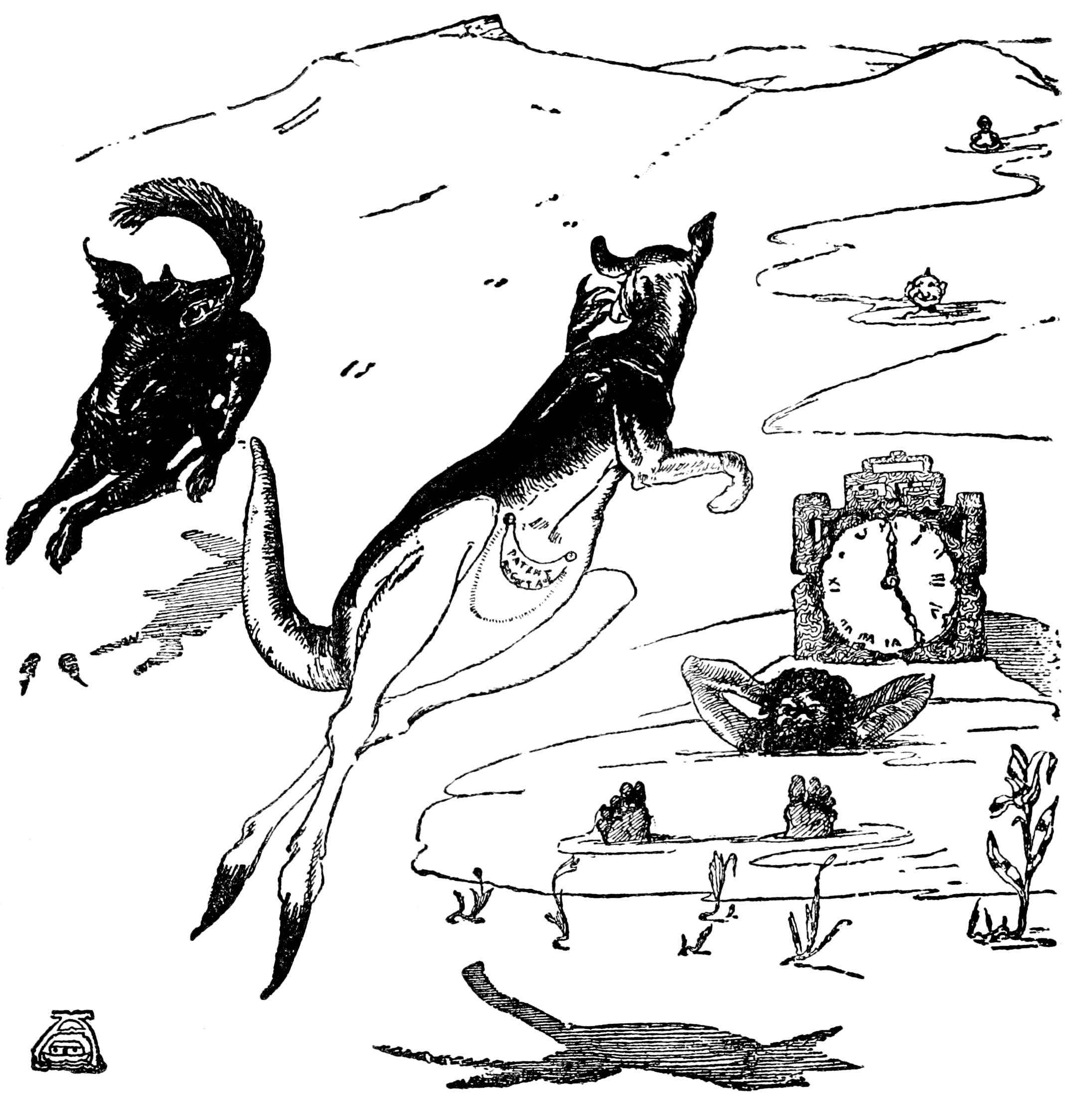
Из описания рисунка Киплинга к сказке: «Старый кенгуру сердится на жёлтого пса Динго. Жёлтый пес Динго прогонял его по всей Австралии. Вы можете видеть следы новых ног кенгуру далеко-далеко, даже на трёх отдалённых холмах. Жёлтый пёс Динго нарисован чёрным, потому что мне не позволили раскрасить картинку. Впрочем, он ужасно вымазался и запылился, когда гонялся за кенгуру, так что сделался чёрным».

Динго (англ. Dingo), жёлтый пёс Динго (англ. Yellow-Dog Dingo) — персонаж сказки английского писателя Редьярда Киплинга «Приключение старого кенгуру» (The Sing-Song of Old Man Kangaroo) из сборника «Сказки просто так» (1902). В каждой истории представлены авторские рисунки с сопроводительными надписями и стихотворения-заключения, подытоживающие повествование. Сказки Киплинга своеобразные — это так называемые pourquoi story, pourquoi tale (почему-рассказы, почему-сказки): в них рассказывалось о появлении тех или иных явлений окружающего мира. Персонажи находятся в поисках собственного «я», своего места в природе, обществе. В литературе отмечается, что главными героями сказок выступают как люди, так и животные (в большинстве случаев): «при этом животные, как часто бывает в сказках, очень похожи на людей, и у каждого из них свой характер, индивидуальная психология: кит — обжора, слонёнок — любопытен, носорог — груб, кенгуру — тщеславен, лошадь, корова и собака — прилежны и домовиты, а кот — заботится только о себе. Качества, которыми Киплинг награждает своих четвероногих героев, превосходно соответствуют внешнему облику и повадкам настоящих животных, и это придаёт образам его сказок большую живость и правдоподобие». Однако при этом животные не полностью «очеловечены», их поведение обусловлено собственным местом в природе. Также отмечается, что животные описываются в единственном числе, они не представители какого-либо определённого вида. Такой приём позволяет индивидуализировать характер персонажа. Про это своеобразие сказок и изображённых в них персонажей Гилберт Кит Честертон писал: «Особая прелесть этих новых историй Киплинга, состоит в том, что читаются они не как сказки, которые взрослые рассказывают детям у камина, а как сказки, которые взрослые рассказывают друг другу на заре человечества. В них звери предстают такими, какими их видели доисторические люди — не как виды и подвиды в разработанной научной системе, а как самостоятельные существа, отмеченные печатью оригинальности и сумасбродства».
Как правило истории Киплинга из сборника «Сказки просто так» повествуют о том как некое животное поменяло свой первоначальный облик: это происходит в результате действий человека или сказочного существа. Так, в сказке о кенгуру речь идёт о том как он приобрёл свой всем привычный внешний вид: мощные задние ноги, приспособленные для прыжков и «сумку». До этого у кенгуру была серая пушистая шкурка и короткие лапы, а в целом он был похож на «кролика-переростка». Однажды надменный кенгуру попросил трёх богов сделать его непохожим ни на кого из зверей. Кроме того, он поставил условие, чтобы при этом он стал знаменитым и изменился уже к 5 часам вечера. Один за другим боги Нка и Нкинг прогнали его. После этого «плясун» отправился к самому могущественному богу Нконгу, который согласился помочь. Он позвал степного пса Динго, «вечно голодного и грязного», и приказал, чтобы тот стал преследовать кенгуру: «он гоняется за славой, так погоняй же его!» Дикому степному псу был доступен только один подход к изменению «кроликов» — съедать их. Поэтому без лишних слов «Динго, жёлтый пёс Динго, вечно голодный, скрипя зубами», побежал за этим «кроликом», который спасая свою жизнь стал удирать от него изо всех сил по всей Австралии. Динго никак не удавалось догнать беглеца, так как у кенгуру, вынужденного прыгать, постепенно стали удлиняться задние ноги, а передние укорачиваться. «Динго, жёлтый пес Динго, рассвирепев от голода, гнался за ним как бешеный и не мог надивиться, отчего старый кенгуру вдруг запрыгал». Когда эта парочка обежала всю Австралию и появилась перед Нконгом в пять часов вечера, кенгуру уже не был похож на себя прежнего. Он стал жаловаться, так как думал, что его просьбу выполнят при помощи волшебства. Нконг сказал, что они с Динго выполнили свою часть уговора. В том же случае, если кенгуру продолжит жаловаться, Нконг погрозил ему опять позвать Динго и заставить «его гнаться за тобой до тех пор, пока ты не останешься совсем без задних ног».